# Línia evolutiva de Pidgey
Aquesta línia evolutiva de Pokémon inclou Pidgey, Pidgeotto i Pidgeot.

## Pidgey
Pidgey és una de les espècies que apareixen a la franquícia Pokémon. És un Pokémon molt comú en els jocs de Pokémon, i un dels primers que es poden capturar en gairebé totes les versions, i en molts llocs diferents.

### Etimologia
El nom Pidgey és una derivació del mot anglès pidgeon ('colom').

### Morfologia
Pidgey s'assembla a diversos ocells petits, i probablement està basat en el tord o el pardal.
És bastant dòcil i pacífic. Sovint se'l troba amagat en l'herba alta, buscant insectes per a alimentar-se, alhora que fa el que pot per evitar combatre. Les tonalitats marrones i negres de les seves plomes l'ajuden a camuflar-se en zones sorrenques o amb herba. Quan es troba enemics petits o febles, els fa fugir amb un Remolí, o els encega amb un Atac de Sorra. Viu en boscos o àrees amb herba, i és capaç de tornar al seu niu des de qualsevol lloc gràcies al seu gran sentit d'orientació.
Els Pidgey són comuns en les grans ciutats i solen fer el niu a les façanes de grans edificis.

### En els videojocs
Els Pidgey es troben en abundància en moltes zones de Kanto i Johto.
Com el Pokémon de tipus Normal/Volador que és, Pidgey és feble contra atacs de gel, elèctrics i de roca, i és fort contra Pokémon de tipus lluita, planta i bestiola, alhora que molt fort contra els atacs de terra. En arribar al nivell 18, Pidgey evoluciona a Pidgeotto, que al seu torn evoluciona a Pidgeot quan arriba al nivell 36.
Pidgey també apareix als jocs de N64 Pokémon Snap i al de GameCube Pokémon Channel.

### A l'anime
Pidgey apareix en el primer episodi de Pokémon, però Ash no aconsegueix capturar-lo. És un Pokémon comú i molts entrenadors principiants en tenen un. En alguns episodis, hom usa els Pidgey com a aus missatgeres, i en un capítol, hi ha un Pidgey que somia arribar més alt que qualsevol altre Pokémon, i aconsegueix arribar a l'atmosfera superior.

## Pidgeotto
Pidgeotto és una de les espècies que apareixen a la franquícia Pokémon. És l'evolució del comú Pidgey, i és especialment conegut per la seva importància en l'equip d'Ash Ketchum durant la primera temporada de Pokémon.

### Etimologia
El nom Pidgeotto és una derivació del mot anglès pidgeon ('colom').

### Morfologia
Els Pidgeotto són aus de grans dimensions, possiblement inspirades en el milà negre, amb urpes afilades, una cua amb plomes vermelles i grogues i una cresta vermella al cap. És molt semblant a la seva forma evolucionada, Pidgeot.
Els Pidgeotto són extremament territorials, i solen reclamar una ampla àrea, amb el seu niu just al centre. Patrulla constantment el seu territori amb molta vitalitat, castigant els intrusos sense pietat. Quan caça, vola en cercles, i és capaç de veure els moviments de les seves preses a terra des de qualsevol alçada. Ataca amb les seves urpes afilades i s'emporta la seva presa, normalment Exeggcute i Magikarp cap al seu niu.

### En els videojocs
Pidgeotto apareix en moltes zones de Kanto i Johto, normalment als mateixos llocs on es troba la seva forma bàsica Pidgey. Pokémon Yellow és el joc on apareix amb més abundància aquest Pokémon.
És un tipus Normal/Volador, cosa que fa que sigui feble contra atacs de gel, elèctrics i de roca, i és fort contra Pokémon de tipus lluita, planta i bestiola, alhora que és immune als atacs de terra. Quan arriba al nivell 36, evoluciona a Pidgeot, un dels Pokémon Normal/Volador més forts de tots.

### A l'anime
A Pokémon, Ash Ketchum capturà un Pidgeotto en un dels primers episodis. Aquest va ser un dels pilars del seu equip durant els seus viatges per Kanto i la seva participació en la Lliga Pokémon. Quan el seu entrenador es disposava a marxar cap a les Orange Islands, Pidgeotto evolucionà en Pidgeot.
Molt més endavant, a Hoenn, un entrenador Pokémon vell que posseeix un Pidgeotto el fa servir per a ensinistrar el Swellow d'Ash, que intenta aprendre Cop Aeri.

## Pidgeot
Pidgeot és una de les espècies que apareixen a la franquícia Pokémon. És la forma final de la línia evolutiva de Pidgey i Pidgeotto, essent tanmateix bastant més fort que les seves formes anteriors.

### Etimologia
El nom Pidgeot és una derivació del mot anglès pidgeon ('colom').

### Morfologia
Pidgeot és molt similar a Pidgeotto, de manera que se'ls ha confós més d'una vegada, fins i tot per fonts oficials. Nogensmenys, les plomes de la cresta de Pidgeot són molt més llargues.
Les plomes del plomatge de Pidgeot es descriuen com a "impressionants", i alguns entrenadors el trien exclusivament per la seva bellesa. El seu cap està adornat amb una formosa cresta de plomes de color groc pàlid i vermell ataronjat, que complement sa cua del mateix color. Com Pidgey i Pidgeotto, té un parell de ratlles negres intimidants darrere els ulls. Estén les seves amples ales per a intimidar els seus oponents. Amb l'aleteig d'aquestes ales, els Pidgeot són capaços de provocar corrents de vent similars a huracans. Els Pidgeot són molt aerodinàmics i capaços d'arribar a una alçària de 1.100 metres i d'assolir velocitats de fins a Mach 2. Com el seu precedent evolutiu, Pidgeot s'alimenta de Magikarp, atacant-los des de l'aire i traient-los de l'aigua amb les seves urpes.

### En els videojocs
No es poden capturar Pidgeot salvatges, però es poden evolucionar a partir d'un Pidgeotto, que al seu torn evoluciona del comú Pidgey.
Pidgeot és vulnerable als atacs elèctrics, de glaç i rocosos, mentre que és resistent a atacs de tipus bestiola o planta i completament immune als atacs terrestres o fantasma.
És una bona elecció com a Pokémon de tipus volador. Totes les seves estadístiques estan per sobre de la mitjana o en la mitjana, sobretot la velocitat. Tanmateix, com que tenen un millor atac i velocitat, els altres Pokémon del mateix tipus com Fearow i Dodrio són més útils que aquesta au. Nogensmenys, gràcies a la seva bellesa i a la seva potència, Pidgeot és molt popular entre els fans de Pokémon i molt usat en equips dins el videojoc.

### A l'anime
De camí cap a les Orange Islands, Ash Ketchum es troba un Fearow que li té rancúnia. A més, el Fearow es dedica a aterroritzar una bandada de Pidgey i Pidgeotto juntament amb la seva pròpia bandada de Spearow. Finalment, el Pidgeotto d'Ash evoluciona per a combatre contra el Fearow, i Ash l'allibera perquè protegeixi els seus nous amics.
Falkner, el Líder del Gimnàs de Violet City, també té un Pidgeot.